# Illescas (Uruguay)
Illescas ist eine Ortschaft in Uruguay.

## Geographie
Sie befindet sich rund 200 Kilometer von Montevideo entfernt im nordwestlichen Teil des Departamento Lavalleja in dessen Sektor 12 an der Grenze zum Nachbardepartamento Florida, in dessen Sektor 6 sich ebenfalls ein Teil der Ortschaft befindet. Nächste größere Stadt ist José Batlle y Ordóñez im Nordosten. Illescas liegt in der Cuchilla Grande südöstlich der nahe dem Ort befindlichen Cerros de San Francisco. Im Nordosten des Ortes, etwa bei Kilometerpunkt 180 der Ruta 7, liegt die Quelle des Arroyo San Francisco.

## Geschichte
Illescas wurde ab 1891 um den dortigen Eisenbahnhaltepunkt der Linie Nico Pérez am 204. Kilometer herum errichtet. Bereits Anfang des 20. Jahrhunderts gab es in Illescas eine öffentliche Schule.

## Infrastruktur
In Illescas befindet sich ein Friedhof sowie ein sakrales Bauwerk. Durch den Ort führt die Ruta 7.

## Einwohner
Die Einwohnerzahl Illescas' betrug bei der Volkszählung im Jahre 2011 121, davon 38 (17 männliche und 21 weibliche) in Lavalleja und 83 (39/44) in Florida. Zur vorherigen Volkszählung des Jahres 2004 blieb damit die Gesamtzahl von 121 Einwohnern (56 im lavallejanischen, 65 im floridanischen Teil) konstant.
| Jahr | Einwohner |
| ---- | --------- |
| 1963 | 220       |
| 1975 | 156       |
| 1985 | 138       |
| 1996 | 133       |
| 2004 | 121       |
| 2011 | 121       |

Quelle: Instituto Nacional de Estadística de Uruguay